# Wu Minxia
Dans ce nom chinois, le nom de famille, Wu, précède le nom personnel.
Wu Minxia (chinois : 呉敏霞, Wú Mǐnxiá), née le 10 novembre 1985 à Shanghai, est une plongeuse chinoise quintuple championne olympique, dont quatre titres au plongeon synchronisé 3 m remportés consécutivement avec trois partenaires différentes.

## Palmarès

### Jeux olympiques
- Jeux olympiques de 2004 à Athènes  Grèce :
  -  Médaille d'or du plongeon synchronisé à 3 m (avec Guo Jingjing).
  -  Médaille d'argent du plongeon individuel à 3 m.

- Jeux olympiques de 2008 à Pékin  Chine :
  -  Médaille d'or du plongeon synchronisé à 3 m (avec Guo Jingjing).
  -  Médaille de bronze du plongeon individuel à 3 m.

- Jeux olympiques de 2012 à Londres  Royaume-Uni :
  -  Médaille d'or du plongeon synchronisé à 3 m (avec He Zi).
  -  Médaille d'or du plongeon individuel à 3 m.

- Jeux olympiques de 2016 à Rio de Janeiro  Brésil :
  -  Médaille d'or du plongeon synchronisé à 3 m (avec Shi Tingmao).

### Championnats du monde
- Championnats du monde 2001 à Fukuoka  Japon :
  -  Médaille d'or du plongeon synchronisé à 3 m (avec Guo Jingjing).
  -  Médaille d'argent du plongeon individuel à 1 m.

- Championnats du monde 2003 à Barcelone  Espagne :
  -  Médaille d'or du plongeon synchronisé à 3 m (avec Guo Jingjing).
  -  Médaille de bronze du plongeon individuel à 3 m.

- Championnats du monde 2005 à Montréal  Canada :
  -  Médaille d'argent du plongeon individuel à 1 m.
  -  Médaille d'argent du plongeon individuel à 3 m.

- Championnats du monde 2007 à Melbourne  Australie :
  -  Médaille d'or du plongeon synchronisé à 3 m (avec Guo Jingjing).
  -  Médaille d'argent du plongeon individuel à 3 m.

- Championnats du monde 2009 à Rome  Italie :
  -  Médaille d'or du plongeon synchronisé à 3 m (avec Guo Jingjing).
  -  Médaille d'argent du plongeon individuel à 1 m.

- Championnats du monde 2011 à Shanghai  Chine :
  -  Médaille d'or du plongeon synchronisé à 3 m (avec He Zi).
  -  Médaille d'or du plongeon individuel à 3 m.

- Championnats du monde 2013 à Barcelone  Espagne :
  -  Médaille d'or du plongeon synchronisé à 3 m (avec Shi Tingmao).

- Championnats du monde 2015 à Kazan  Russie :
  -  Médaille d'or du plongeon synchronisé à 3 m (avec Shi Tingmao).

### Jeux asiatiques
- Jeux asiatiques de 2002 à Busan  Corée du Sud :
  -  Médaille d'argent sur la plateforme à 3 m.
  -  Médaille d'or au plongeon synchronisé à 3 m (avec Guo Jingjing).
- Jeux asiatiques de 2006 à Doha  Qatar :
  -  Médaille d'or au plongeon à 3 m.
  -  Médaille d'or au plongeon à 1 m.
- Jeux asiatiques de 2010 à Canton  Chine :
  -  Médaille d'or au plongeon à 1 m.